# Nupseroberea brevior
Nupseroberea brevior är en skalbaggsart som först beskrevs av Jordan 1894.  Nupseroberea brevior ingår i släktet Nupseroberea och familjen långhorningar.
Artens utbredningsområde är Sierra Leone. Inga underarter finns listade i Catalogue of Life.